# Hollós József
Hollós József, születési és 1884-ig használt nevén Hoffmann József (Kecskemét, 1876. augusztus 22. – Brewster, Amerikai Egyesült Államok, 1947. szeptember 23.) zsidó származású magyar orvos, a magyarországi alkoholellenes küzdelem jelentős alakja.

## Élete
Édesapja Hofmann Lázár kereskedő, édesanyja Kohut Katalin volt. 1894-ben érettségizett a kecskeméti főreáliskolában, ezután a budapesti tudományegyetemen orvosdoktori karán szerezte meg oklevelét 1899-ben.  
1905-ben törvényszéki és iskolaorvosi vizsgát tett, miután 1900–1904-ben a budapesti I. sz. kórbonctani intézetben Pertik Ottó professzor gyakornokaként dolgozott. Ez időre esett Jókai Mór halála (1904. május 5.), akinek boncolását és bebalzsamozását a professzor távollétében ő végezte el.  
1905-ben Szegedre költözött és ott dolgozott 1905–1918 között a szegedi városi kórház kórboncnok főorvosaként. E mellett magánpraxist is folytatott és tudományos kutatást folytatott a tbc diagnosztizálásának és gyógyításának területén. Eredményeinek magyar nyelvű publikációja nem keltett itthon figyelmet, francia nyelven (1910) megjelentetve azonban 1000 frankos tudományos díjat nyert el vele. 
1904-ben szabadkőműves lett, páholyelőadásokban és nyilvános szerepléseiben is fellépett az alkoholizmus és a prostitúció ellen, nem csak orvosi, hanem szociológiai és jogi kérdésként is kezelve ezeket. Az absztinenciát terjesztő nemzetközi szervezet, a Good Templar rend szegedi páholyának vezetője volt.
1905. január elsején jelent meg a Good Templar nagypáholy és az Alkoholellenes Munkásegylet hivatalos lapja az Alkoholizmus címmel, amelynek egyik főmunkatársa Hollós József volt.
1906-ban Hollós József és baráti köre alapította meg Szegeden a Szabad Lyceumot, amelynek keretében a Társadalomtudományi Társaság rendezett fővárosi előadókkal ismeretterjesztő programokat. 
Amikor az első világháború előtt Jászi megalapította radikális pártját, Szegeden Hollós József dr. lett annak elnöke, ő vonta be Móra Ferencet és Juhász Gyulát is. Az I. világháború elején (1914–1915) az orosz fronton katonaorvosként szolgált. Az őszirózsás forradalom alatt a Szegedi Nemzeti Tanács alapító tagja (1918), a polgári radikalizmusból kiábrándulva átlépett az MSZDP-be (1919. március).
Amikor a francia csapatok bevonultak Szegedre, Hollós Budapestre költözött és a Tanácsköztársaság alatt a közegészségügyi népbiztosságon a prostitúció, az alkoholizmus és a tüdővész leküzdésére alakult központi hivatal vezetője lett (1919. április–július), de a Tanácsköztársaság bukása miatt tüdővészellenes intézkedéseit nem tudta megvalósítani, majd mint a forradalmak exponált résztvevője emigrálni kényszerült. 
Bécsi, németországi és csehszlovákiai próbálkozása után Temesváron próbált letelepedni, de az ottani orvosok kenyéririgysége miatt előbb Kolozsvárra, majd 1924-ben Amerikába költözött családjával együtt, ahol Jászi Oszkár segítségével kutatóorvosként helyezkedett el Denverben, de magánpraxist is folytatott. 1925-ben meghívták az Ohio állambeli Youngstown egyetemére. 
Hollós József régi csodálója volt Ady költészetének. Az Egyesült Államokban Ady Endre Társaságot alapított, és az 1930 február 6-i alakuló gyűlésen nagy beszédet mondott Adyról. Létrehozta a Magyar Kultúrszövetséget és annak folyóiratát Kultúrharc címmel (1931–1935). 1936-ban jelent meg Hollós József beszédgyűjteménye Két világháború között címmel. Széleskörű levelezést folytat baráti körével, köztük Madzsar Józseffel. 1944-ben jelenik meg önéletírása Egy orvos élete címmel.
1947-ben egy szívrohamból még felépül, de a következő elviszi.
Az 1970-es évek közepén, születésének 100. évfordulója körül felfedezik életművét és számos publikáció foglalkozik munkásságával. 1977. március 18-án Hollós József tudományos emlékülést rendezett a Magyar Orvostörténelmi Társaság. Valószínűleg erre készült Lapis András bronz emlékérme Hollós és Ady portréjával.
1983. december 12-én Hollós József emlékülést rendeztek Kecskeméten. 
A Bács-Kiskun Megyei Kórház és Rendelőintézetet 1984. júl. 2-án átnevezték Hollós József Kórház névre. A kórház előcsarnokában elhelyezett – azóta eltávolított – bronz Hollós dombormű Pálfy Gusztáv szobrászművész alkotása volt. Ennek kicsinyített változata lett a megyei tanács által 1984-ben alapított Hollós József-emlékplakett.

## Szabadkőműves pályafutása
Dr. Hollós Józsefet 1904 végén vette fel a Régi hívek páholy. 1911 novemberében fedezte a Régi hívek páholyt (kilépett) és november 30-án affiliálták (befogadták) a nemrégen alapított – az Árpád páholyból kivált – Szeged páholyba, amelybe Móra Ferencet is felvették. Hollós József aktív tagja volt a páholynak, pl. 1918-ban helyettes főmester volt.

## Művei
- A boncolások jelentőségéről, Budapest, 1905
- Az alkoholizmus okairól, Budapest, 1905
- A kórbonctan alapvonalai. Hollós József kórbonctani kurzusa alapján összeállította Kovács Richárd, Budapest, 1907
- A gümőkóros intoxikációk, Budapest, 1909 (franciául is megjelent)
- A kórbonctan alapvonalai, Budapest, 1907
- Symptomatologie und Therapie der latenten und larvienten Tuberkulose, Wiesbaden, 1911
- A tüdővész leküzdése Magyarországon, Szeged páholy, [1912]
- A tüdővész leküzdése Szegeden. A Szegedi Tüdővészellenes Szövetség 1917. máj. 13-iki első ülésén tartott előadás, Szeged, 1917
- A szeszes italok hatása a szervezetre, Budapest, 1919
- A tuberkulózis felismerése és gyógyítása a Spengler-féle immunvér segítségével. 1 táblával, Bécs, 1922
- Tuberculosous Intoxications, Concelad and Marked Tuberculosis, Edinburgh, 1928
- Hol bujkál a tüdőbaj?, Budapest, 1931 (angolul is megjelent)
- Secret Places of Tuberculosis, Cleveland, 1932
- A prostitúció alkonya, Toronto, 1933
- Az alkoholkérdés orvosi és társadalmi megvilágításban. A New Yorki Kultúr Szövetségben, 1932. ápr. 3-án tartott előadás, Toronto, 1933
- Az intellektuelek és a válság, Cleveland, 1935
- Két világháború között. Hollós József beszédei. 1926–1936. Az előszót Bölöni György írta, New York, 1936
- Immune Blood Therapy of Tuberculosis, with Special References to Latent and Masked Tuberculosis. Monográfia. 3 táblával, New York, 1938
- Egy orvos élete. Önéletrajz, New York, 1944